# Llançà

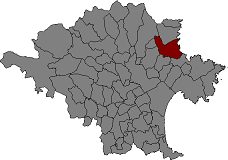
Położenie gminy na mapie comarki Alt Empordà.

Llançà (hiszp. Llansá) – gmina w Hiszpanii,  w Katalonii, w prowincji Girona, w comarce Alt Empordà.
Powierzchnia gminy wynosi 27,98 km². Zgodnie z danymi INE, w 2005 roku liczba ludności wynosiła 4371, a gęstość zaludnienia 156,22 osoby/km². Wysokość bezwzględna gminy równa jest 4 metry. Współrzędne geograficzne gminy to 42°22'0"N, 3°9'9"E.

## Miejscowości
W skład gminy Llançà wchodzą trzy miejscowości, w tym miejscowość gminna o tej samej nazwie:
- Llançà – liczba ludności: 3047
- El Port – 1311
- La Valleta – 13

## Demografia
| 1991 | 1996 | 2001 | 2004 | 2005 |
| ---- | ---- | ---- | ---- | ---- |
| 3495 | 3843 | 3890 | 4205 | 4371 |